# Tistronskärs grunden (vid Högsåra, Kimitoön)
Tistronskärs grunden är öar i Finland. De ligger i Skärgårdshavet och i kommunen Kimitoön i landskapet Egentliga Finland, i den sydvästra delen av landet. Öarna ligger omkring 54 kilometer söder om Åbo och omkring 150 kilometer väster om Helsingfors. Tistronskärs grunden ligger 6 meter över havet. De ligger på ön Tistronskär.
Arean för den av öarna koordinaterna pekar på är 0,3 hektar och dess största längd är 110 meter i nord-sydlig riktning. Närmaste större samhälle är Dragsfjärd, 18,2 km nordost om Tistronskärs Grunden.